# Lijst van spelers van FC Utrecht (mannen)
Dit is een lijst van voetballers die minimaal één officiële wedstrijd hebben gespeeld in het eerste elftal van de Nederlandse betaaldvoetbalclub FC Utrecht.

## A
- Edgar Aalbertsen
- Paxten Aaronson
- Issah Abass
- Myenty Abena
- John Achterberg
- Tonny Adam
- Frans Adelaar
- Co Adriaanse
- Dick Advocaat
- Juan Agudelo
- Bert Aipassa
- Nassir El Aissati
- Driss El Akchaoui
- Jan van den Akker
- Rob Alflen
- Adnan Alisic
- Pontus Almqvist
- Sofyan Amrabat
- Zakaria Amrani
- Silas Andersen
- Rodney Antwi
- Willem van der Ark
- Arno Arts
- Jonas Arweiler
- Daniel Arzani
- Nana Asare
- Elroy Asmus
- Hidde ter Avest
- Yassin Ayoub
- Marouan Azarkan

## B
- Irfan Bachdim
- Cedric Badjeck
- Jean-Christophe Bahebeck
- Remco Balk
- Nacer Barazite
- Vasilios Barkas
- Riechedly Bazoer
- Filip Bednarek
- Richard Beekink
- Hendrik van Beelen
- Benaissa Benamar
- Rob Brokers
- Cees van den Berg
- Davy van den Berg
- Dennis van den Berg
- Ruud Berger
- Dave van den Bergh
- Emil Bergström
- Michel Beukers
- Koen van der Biezen
- Pieter Bijl
- Aleksandar Bjelica
- Jan Blaauw
- Adrian Blake
- Rini Block
- Enzio Boldewijn
- Jasper Bolland
- Karel Bonsink
- Marco Boogers
- Scott Booth
- Taylor Booth
- Foeke Booy
- Pascal Bosschaart
- Ali Boussaboun
- Othman Boussaid
- Dries Boussatta
- Daan Bovenberg
- Ruud Boymans
- Can Bozdoğan
- Edson Braafheid
- Wout Brama
- Mattijs Branderhorst
- Hans van Breukelen
- Bas van den Brink
- René van den Brink
- Tim Brinkman
- Joost Broerse
- Edwin Brouwer
- Michael Brouwer
- Luuk Brouwers
- Bert Buizert
- Dave Bulthuis
- Dick van Burik
- Kees van Buuren

## C
- Marco Cabo
- Rodney Cairo
- Sandro Calabro
- Tom Caluwé
- Willy Carbo
- Yoann Cathline
- Václav Černý
- Abdelhali Chaiat
- Ton du Chatinier
- Kevin Conboy
- Jerry Cooke
- Tim Cornelisse
- Ruud Cornelisz
- Yannick Cortie
- Kostakis Costa
- Ries Coté
- Niels Creutzburg
- Ulrich Cruden
- Erik Cummins
- Simon Cziommer

## D
- Adrián Dalmau
- Erixon Danso
- Chris David
- Harry Decheiver
- Peter Dekker
- Marco van Delden
- Matthieu Delpierre
- Frank Demouge
- Timothy Derijck
- Anthony Descotte
- Cyriel Dessers
- Francis Dickoh
- Matisse Didden
- Patrick van Diemen
- Mark Diemers
- Gregoor van Dijk
- Rob van Dijk
- Marinus Dijkhuizen
- Patrick Dik
- Fred Dimmendaal
- Tibor Dombi
- Jan van Doorn
- Christian Dorda
- Bas Dost
- Darl Douglas
- Anastasios Douvikas
- Dario Đumić
- Édouard Duplan

## E
- Jan Willem van Ede
- Emiel van Eijkeren
- Peter Eikelboom
- Eljero Elia
- Urby Emanuelson
- Alonzo Engwanda

## F
- Mohammed Faouzi
- Roberto Junior Fernández
- Kolbeinn Finnsson
- Ryan Flamingo
- Wim Flight
- Jamie Forrester
- Marc-Antoine Fortuné
- Henk Fraser
- Oscar Fraulo
- Toshiya Fujita

## G
- Mitchell van der Gaag
- Samir El Gaaouiri
- Hans Galjé
- Nicolas Gavory
- Leroy George
- Peter Gerards
- Alexander Gerndt
- Zef Geurten
- Danny Giezen
- Alex van Ginkel
- Siem van Ginkel
- Igor Gluščević
- Steve Goble
- Edwin Godee
- Edwin Gorter
- Lukas Görtler
- Bert Gozems
- Raymond Graanoogst
- Franck Grandel
- Alfons Groenendijk
- Jan Groenendijk
- Wim Groenendijk
- Donny de Groot
- Ton Gruters
- Cedric van der Gun
- Simon Gustafson
- Leon Guwara

## H
- Stefan Haaksman
- Hans van de Haar
- Jesse van de Haar
- Erik ten Hag
- Sébastien Haller
- Jan van Halst
- Harry van den Ham
- Piet Hamberg
- Tim Handwerker
- Gert van Hanegem
- Willem van Hanegem
- Nico Hardeman
- Jeff Hardeveld
- Carlos Hasselbaink
- Mike Havekotte
- Kai Heerings
- Dirk Heesen
- Nazjir Held
- Ramon Hendriks
- Jørgen Henriksen
- Ferdino Hernandez
- Menno Heus
- Jan van den Heuvel
- Cor Hildebrand
- Jeredy Hilterman
- Peter Hofman
- Peter Hofstede
- Thijs van Hofwegen
- Patrick Hondeveld
- Johan van der Hooft
- Justin Hoogma
- Ton de Hoogt
- Mike van der Hoorn
- Siebe Horemans
- Wim van der Horst
- Daan Huiskamp
- Hans van Huissteden
- André Hulshorst

## I
- Zidane Iqbal
- Blagoje Istatov

## J
- Rudy Jansen
- Willem Janssen
- David Jensen
- Victor Jensen
- Arco Jochemsen
- Alan Johnstone
- Miliano Jonathans
- Jean-Paul de Jong
- Jerry de Jong
- John de Jong
- Nick de Jong
- Patrick Joosten

## K
- Anouar Kali
- Issa Kallon
- Leon Kantelberg
- Suvat Karadag
- Souffian El Karouani
- Ferdinand Katipana
- Fabian de Keijzer
- Etienne Kelders
- Sander Keller
- Henk van de Kemp
- Gyrano Kerk
- Eric van Kessel
- Sean Klaiber
- Mateusz Klich
- Ruben Kluivert
- Marco van der Knaap
- Menno Koch
- Johan de Kock
- Danny Koevermans
- Leon de Kogel
- Mario Kok
- Sebastiaan Kolff
- Frank Kooiman
- Kees van Kooten
- Mike van der Kooy
- Peter Kopteff
- Atam Koroglu
- Wouter Kos
- Michiel Kramer
- Sigmundur Kristjánsson
- Chris Kronshorst
- André Krul
- Edwin de Kruyff
- Ton de Kruijk
- Gert Kruys
- Rick Kruys
- Dirk Kuijt
- Nick Kuipers
- Christian Kum
- Djevencio van der Kust

## L
- Zakaria Labyad
- Michael Lamey
- Sam Lammers
- Jelle de Lange
- Gerrit Langerak
- Rik Laurs
- Odartey Lawson
- Jan Lecker
- Henk van Ledden
- Ramon Leeuwin
- Richal Leitoe
- Yannick Leliendal
- Joop Leliveld
- Gerard van der Lem
- Jacob Lensky
- Timo Letschert
- Hennie Lettinck
- Ton van Leur
- Isac Lidberg
- Barna Liebháber
- Marcel Liesdek
- Ruben Ligeon
- Stefano Lilipaly
- Eric Alexander van der Linden
- John van der Linden
- Marcel Lindenaar
- John Linford
- John van Loen
- Justin Lonwijk
- Albert Lottin
- Loïc Loval
- Theo Lucius
- Andreas Ludwig

## M
- Nassir Maachi
- Mark van der Maarel
- Ingmar Maayen
- Eros Maddy
- Naoki Maeda
- Barry Maguire
- Adam Maher
- Mimoun Mahi
- Simon Makienok
- Marko Maletić
- Mohamed Mallahi
- Christopher Mamengi
- Aad Mansveld
- Gévero Markiet
- Nick Marsman
- Didier Martel
- Johan Mårtensson
- Joop van Maurik
- Erik van der Meer
- Rick van der Meer
- Robin van der Meer
- Rick Meissen
- Leen van de Merkt
- Dries Mertens
- Mourad Mghizrat
- Ken van Mierlo
- David Min
- Sylian Mokono
- Tom van Mol
- Michael Mols
- Jan Monster
- Bas Mooij
- John Moore
- Tafari Moore
- Soufian Moro
- Jacob Mulenga
- Erik Mykland

## N
- Edu Nandlal
- David Nascimento
- Robin Nelisse
- Mihai Neșu
- Marcel van der Net
- Louis Nganioni
- Tonnie Nieuwenhuys
- Leon van Nieuwkerk
- Gianluca Nijholt
- Luc Nijholt
- Thijmen Nijhuis
- Niels Nijveld
- Marcus Nilsson
- Bas van Noortwijk
- Ton Norbart
- Hugo Novoa
- Emmanuel Nwakire

## O
- Thomas Oar
- Srđan Obradović
- John O'Brien
- Noah Ohio
- Jeppe Okkels
- Eric Oelschlägel
- Azubuike Oliseh
- Joop Oostdam
- Jan Oosterhuis
- Ron van Oosterom
- André Oostrom
- Edo Ophof
- Piet van Oudenallen
- Bilal Ould-Chikh
- Joris van Overeem
- Ton Overeem

## P
- Maarten Paes
- Elroy Pappot
- Ton Pattinama
- Blagoje Paunović
- Maarten Peijnenburg
- Kristoffer Peterson
- Marcus Phillips
- Erik Pieters
- Gerrit Plomp
- Ab Plugboer
- Theo Polfliet
- Vincent Polvliet
- René Ponk
- Sven Post
- Stefan Postma
- Ton Pronk

## Q
- Fernando Quesada

## R
- Prince Rajcomar
- Bart Ramselaar
- Adil Ramzi
- Daishawn Redan
- Dennis van der Ree
- Errol Refos
- Jesus Reglero
- Jan van Renswouw
- Steve De Ridder
- Ben Rietveld
- Mees Rijks
- Wim Rijsbergen
- Reinier Robbemond
- Miguel Rodríguez
- Robert Roest
- Paulus Roiha
- Ole Romeny
- Mitchell van Rooijen
- Darren Rosheuvel
- Giuseppe Rossini
- Rubio Rubin
- Wesley de Ruiter
- Robbin Ruiter

## S
- Modibo Sagnan
- Derensili Sanches Fernandes
- Lamine Sané
- Lucian Sânmărtean
- Adam Sarota
- Dennis Schaap
- Gregory Schaken
- Dennis Scharrenburg
- Ronald Scheenhart
- Bob Schepers
- Herman Schreurs
- Floris Schmitz
- Henny van Schoonhoven
- Ben Schubert
- Bernard Schuiteman
- Alje Schut
- Dionysius Sebwe
- Finn Seemann
- Mats Seuntjens
- Rocco Robert Shein
- Etienne Shew-Atjon
- Michael Silberbauer
- Khalid Sinouh
- Morten Skoubo
- Reginald Slijngaard
- Dennis Sluijk
- Jorg Smeets
- Erik Smit
- Rob Smit
- Włodzimierz Smolarek
- Rodney Sneijder
- Hans Somers
- Sylla Sow
- Ronald Spelbos
- Tommy St. Jago
- Jan van Staa
- René Stam
- Dennis van der Steen
- John Steen Olsen
- Leen van Steensel
- Gijs Steinmann
- Ed van Stijn
- Romano van der Stoep
- Sander van de Streek
- Floyd Streete
- Jan Streuer
- Rico Strieder
- Jan Stroomberg
- Kevin Strootman
- Harry Suvee (trainer A1)
- Moussa Sylla

## T
- Mustapha Talha
- Yoshiaki Takagi
- Koos van Tamelen
- Stefaan Tanghe
- Oussama Tannane
- Kenny Teijsse
- Wim Temming
- Joost Terol
- Gerard Tervoort
- Dick Teunissen
- Dwight Tiendalli
- Quinten Timber
- David di Tommaso
- Jens Toornstra
- Karim Touzani
- Giovanni Troupée
- Fred Tuinman

## U
- Rafael Uiterloo

## V
- Jahrizino Valentijn
- Kevin Vandenbergh
- Gerald Vanenburg
- Leo van Veen
- Henk van Veenendaal
- Henk Veerman
- Odysseus Velanas
- Lars Veldwijk
- Gyliano van Velzen
- Nick Venema
- Danny Verbeek
- Jeroen Verhoeven
- Mark Verkuijl
- Herman Verrips
- Marc Verroen
- Henny Verschoor
- Hubert Verspui
- Niklas Vesterlund
- Nick Viergever
- Eddy Vierklau
- Ferdi Vierklau
- Hans Visser (1951)
- Hans Visser (1966)
- Henk van de Vlag
- Michel Vorm
- Ismo Vorstermans
- Stijn Vreven
- Raymond de Vries
- Roel Vriezen

## W
- Peter van der Waart
- Harald Wapenaar
- Django Warmerdam
- Hans de Weerd
- Robert van der Weert
- Henk Wery
- Ton Wickel
- Gerard Wielaert
- Robert Wijnands
- Joop Wildbret
- Erik Willaarts
- Matthew Willock
- John Wilschut
- Jordy van der Winden
- Ton Witbaard
- Rob de Wit
- Rob Witschge
- Jan Witzand
- Ricky van Wolfswinkel
- Randy Wolters
- Vito Wormgoor
- Jan Wouters
- Jan Wuytens

## Y
- Atilla Yıldırım
- Amin Younes
- Kevin Young

## Z
- Arthur Zagre
- Richairo Živković
- Jeroen Zoet
- Jordy Zuidam
- Michael Zullo
- Patrick Zwaanswijk
- Frank van der Zwan

## Galerij

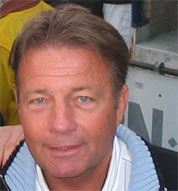
Co Adriaanse
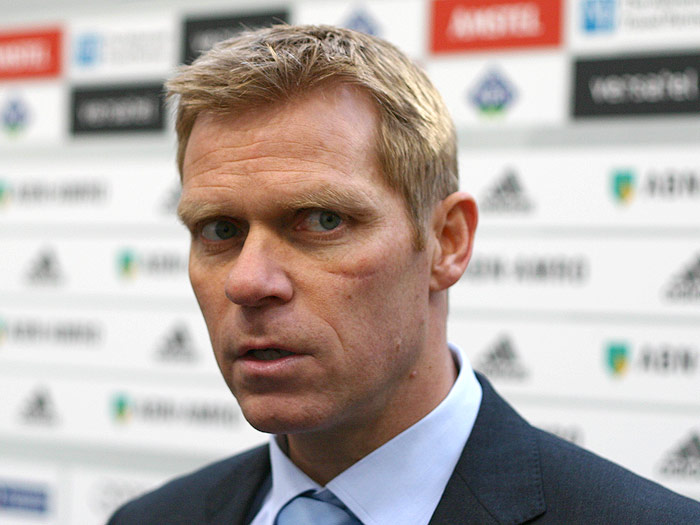
Foeke Booy
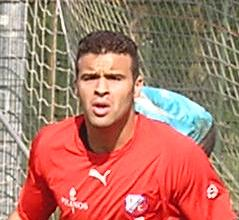
Ali Boussaboun
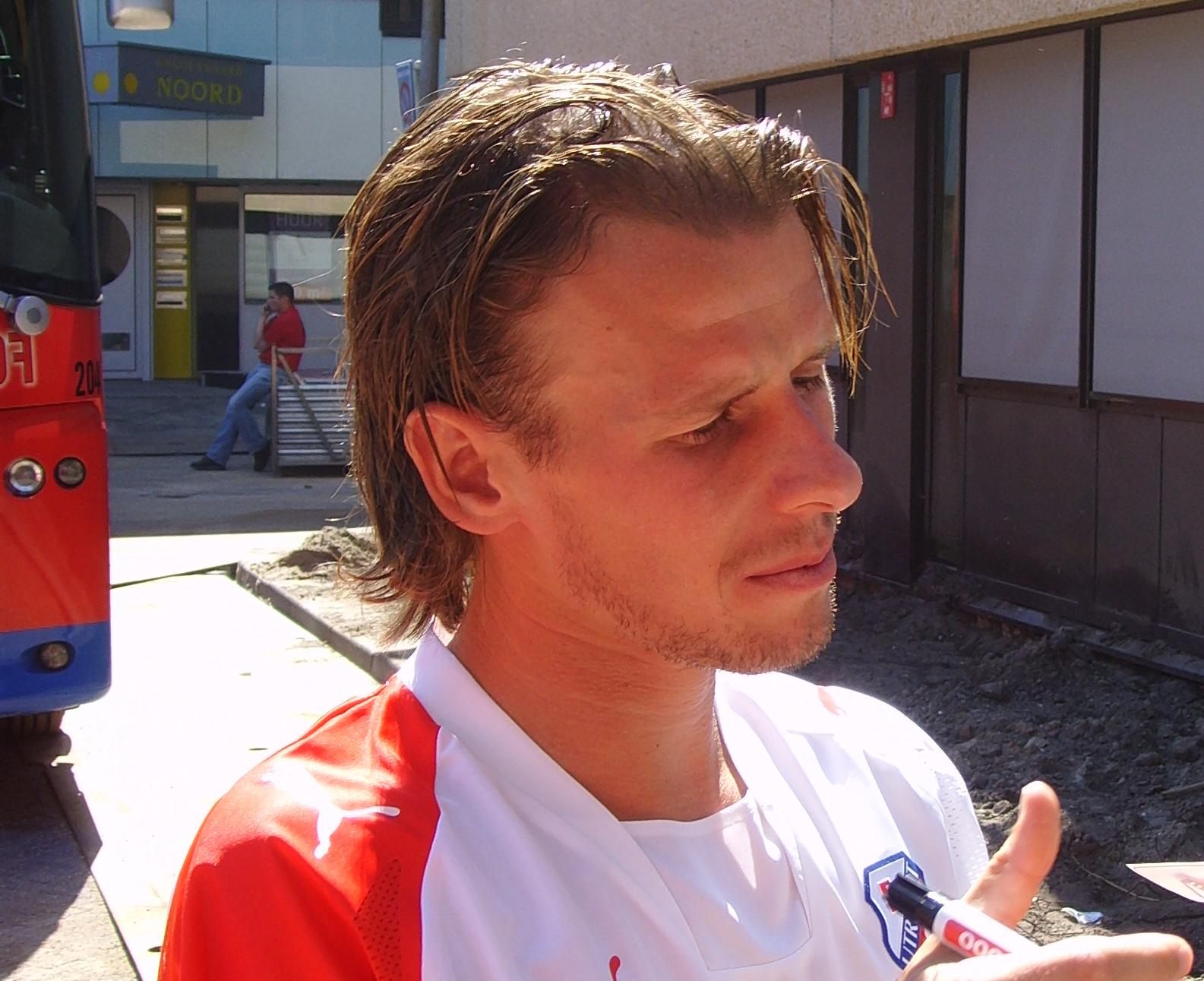
Tom Caluwé
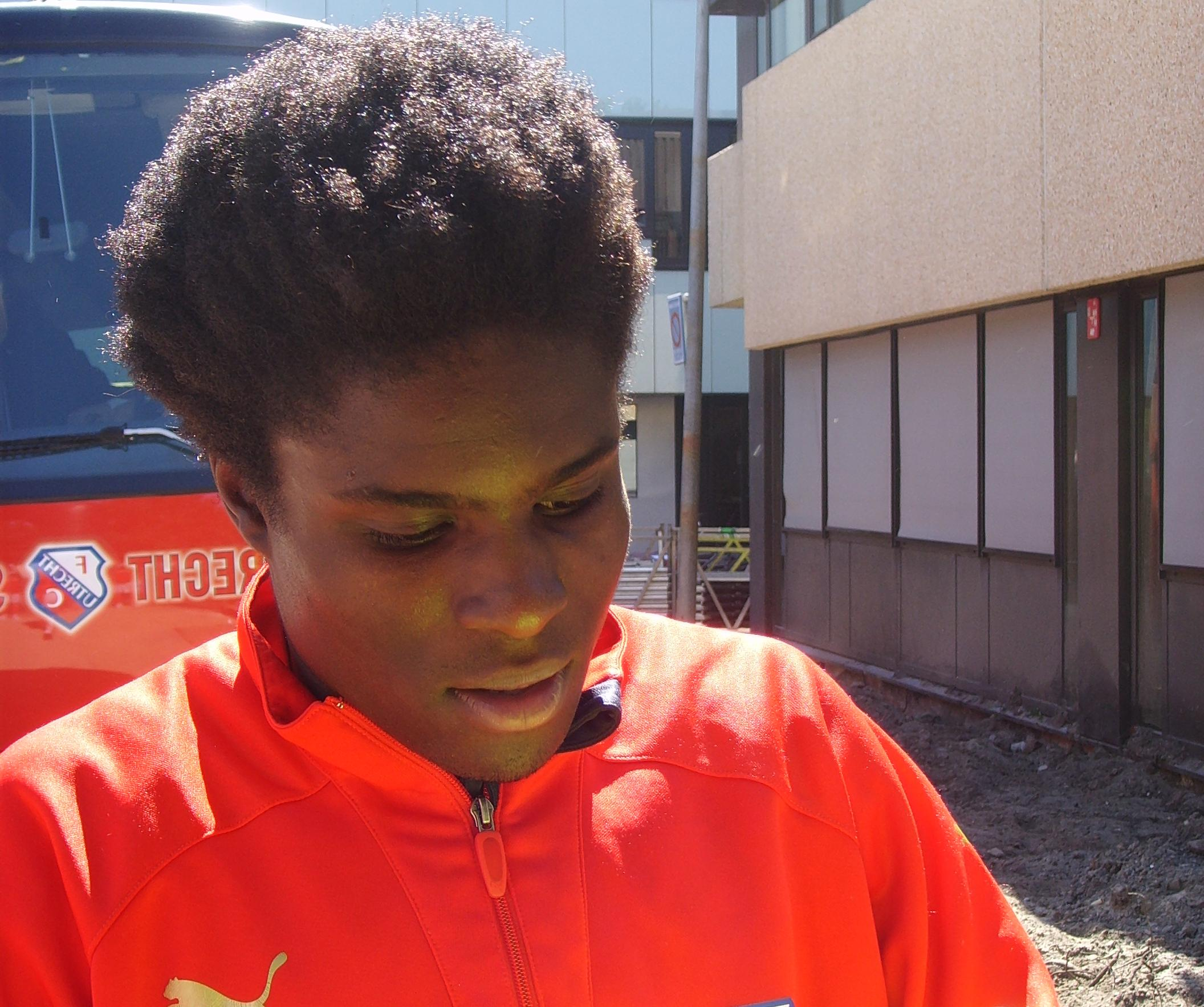
Francis Dickoh
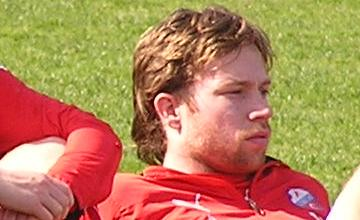
Gregoor van Dijk
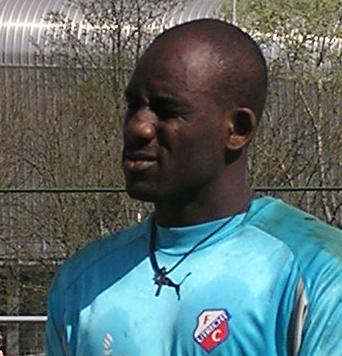
Franck Grandel
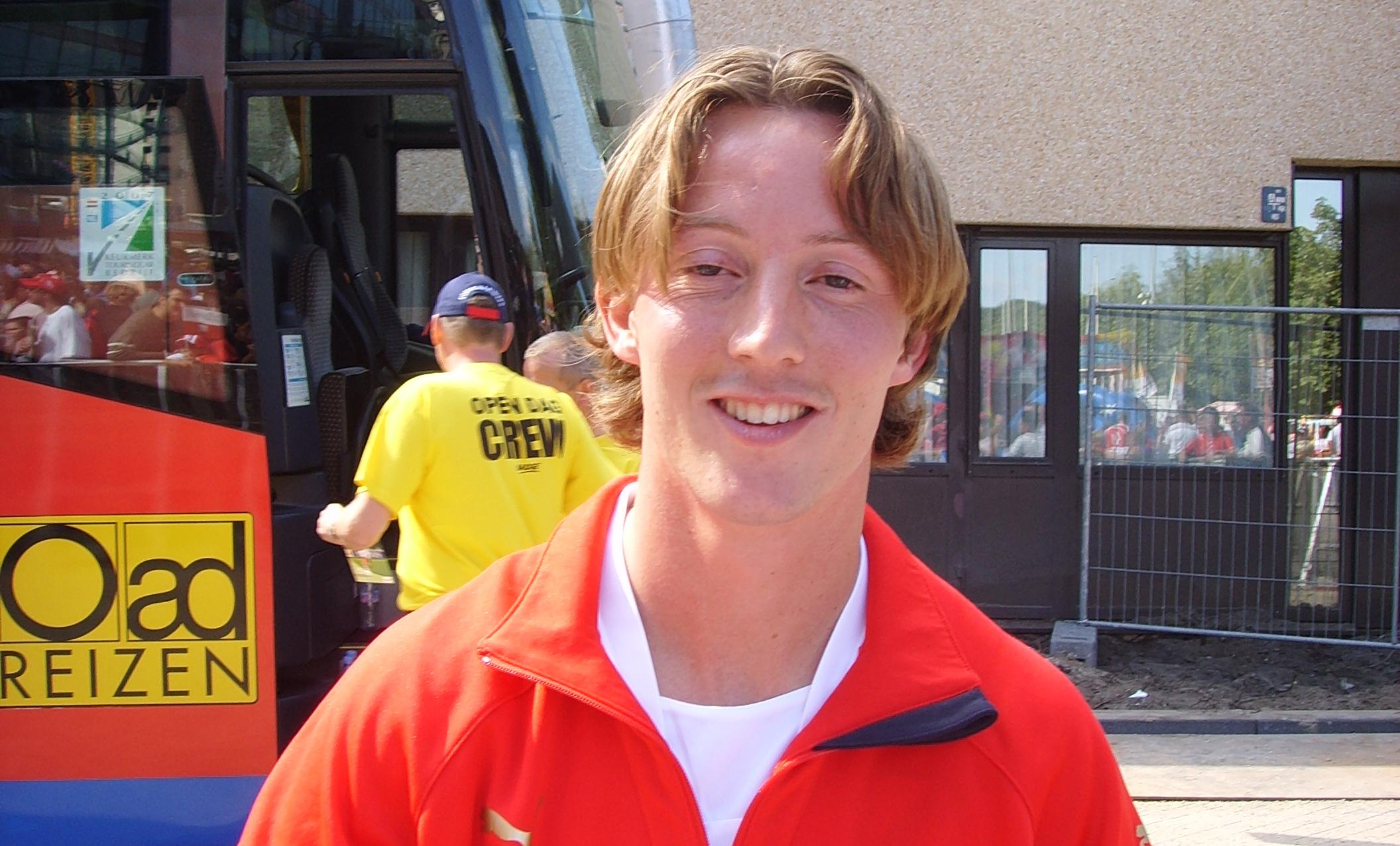
Cedric van der Gun
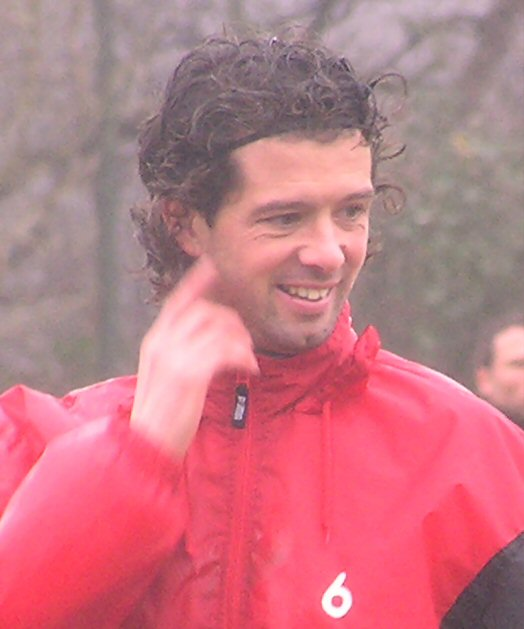
Jean-Paul de Jong
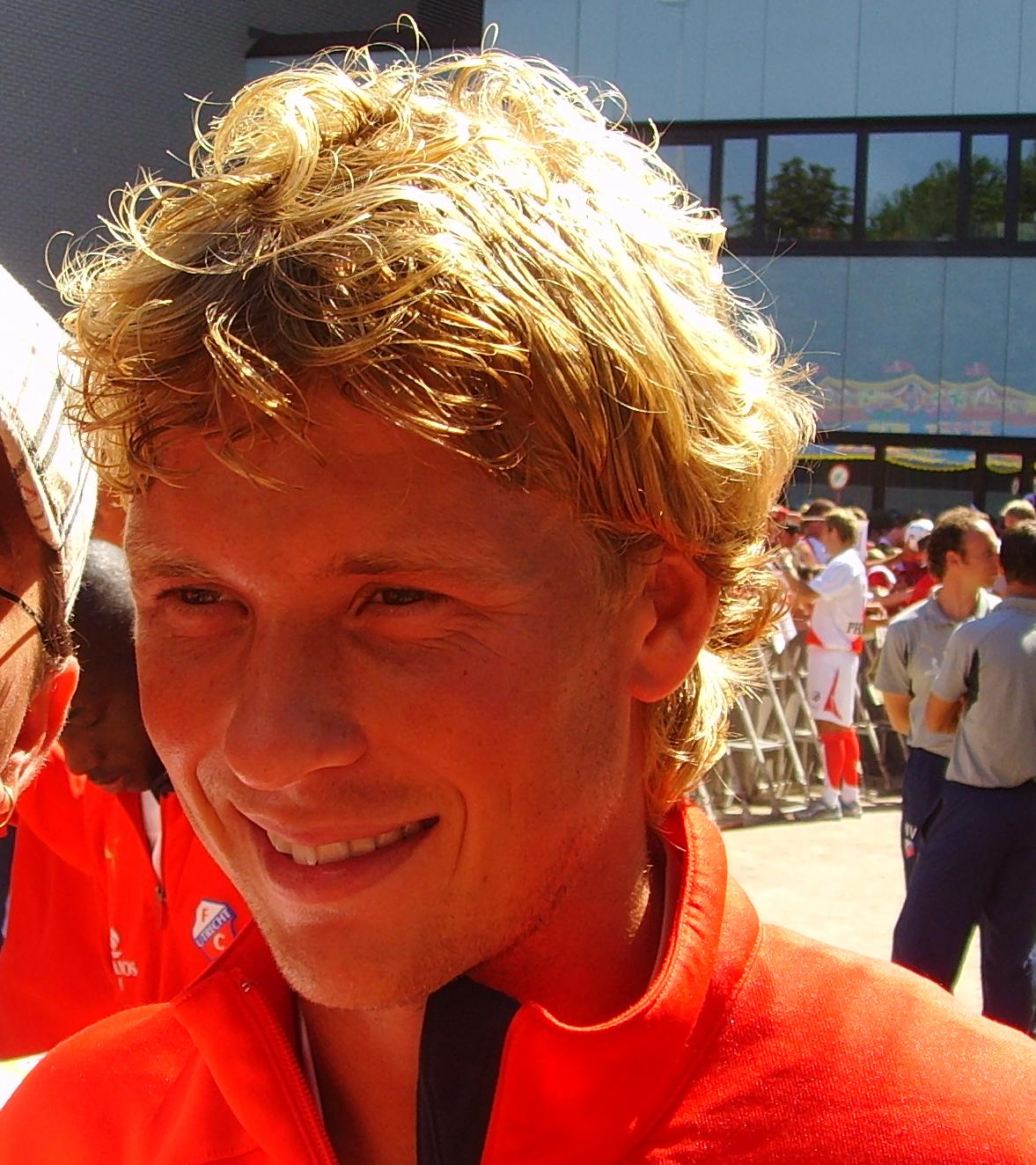
Rick Kruys
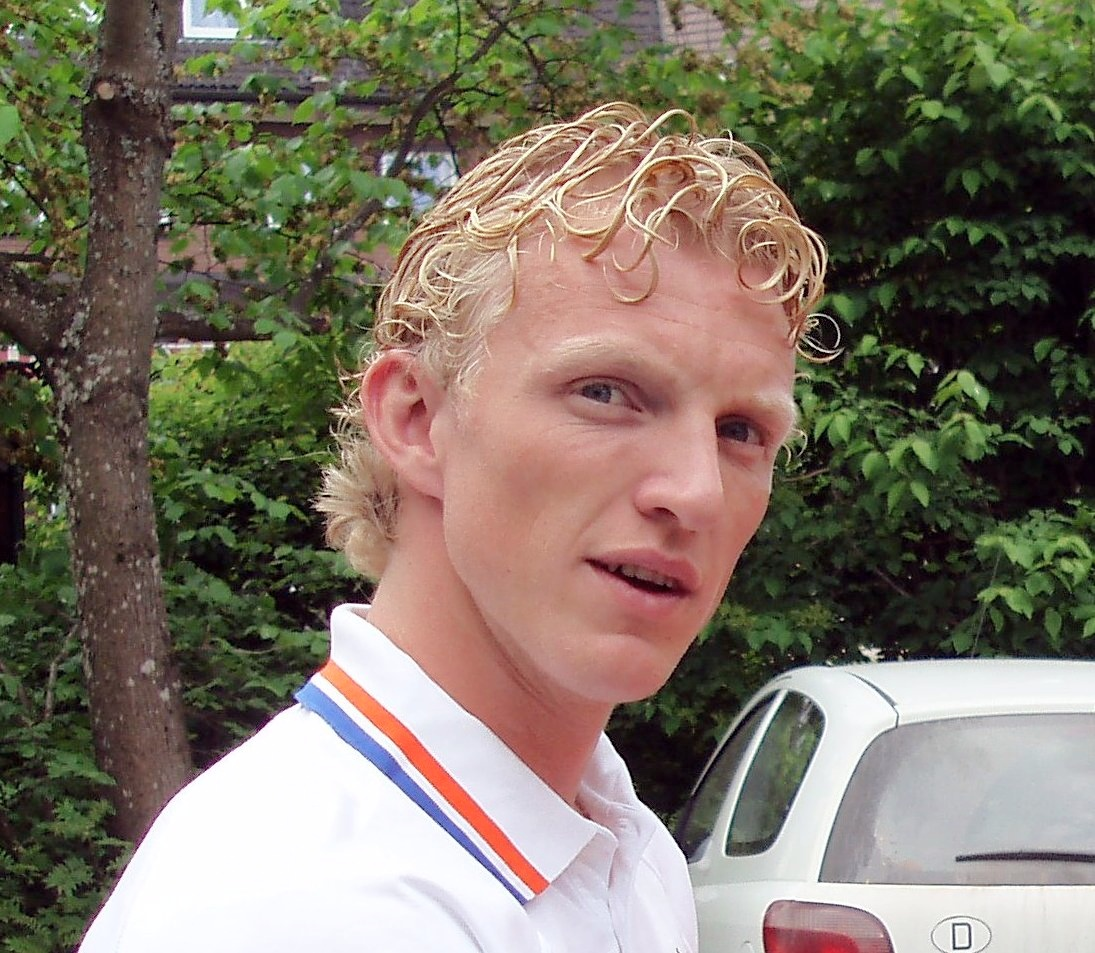
Dirk Kuijt
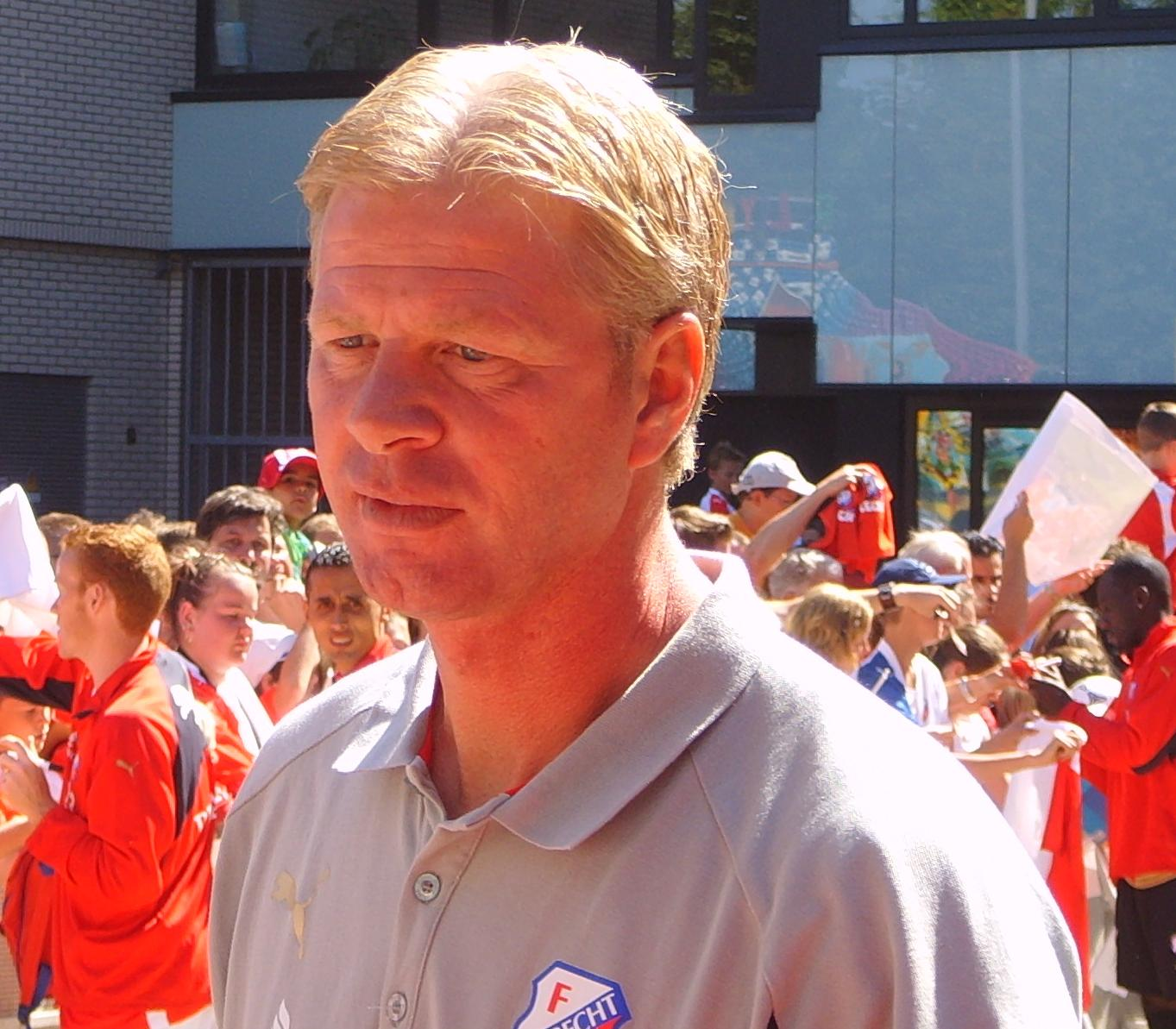
John van Loen
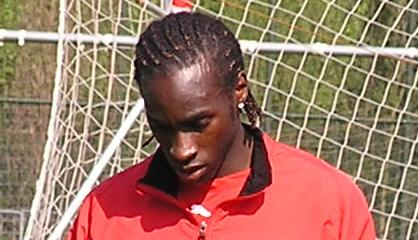
Loïc Loval
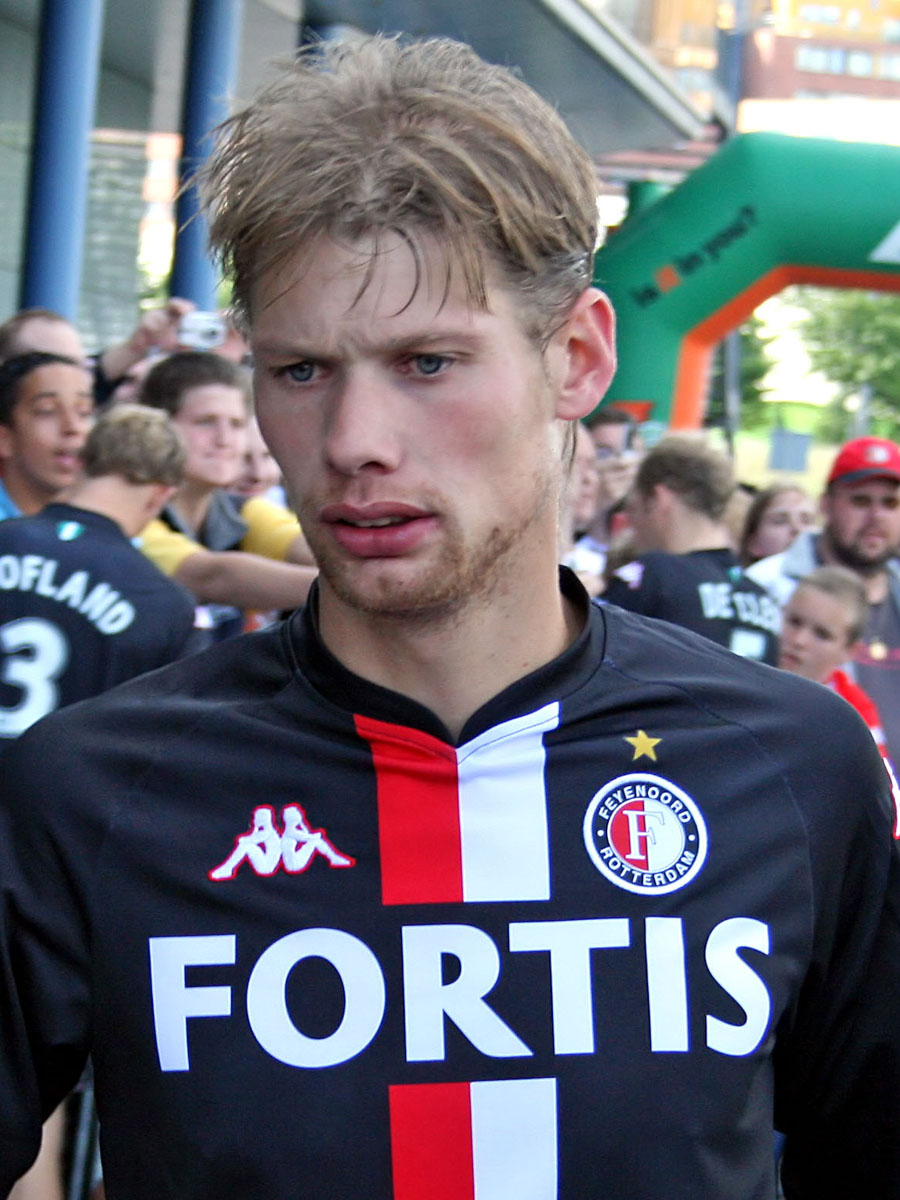
Theo Lucius
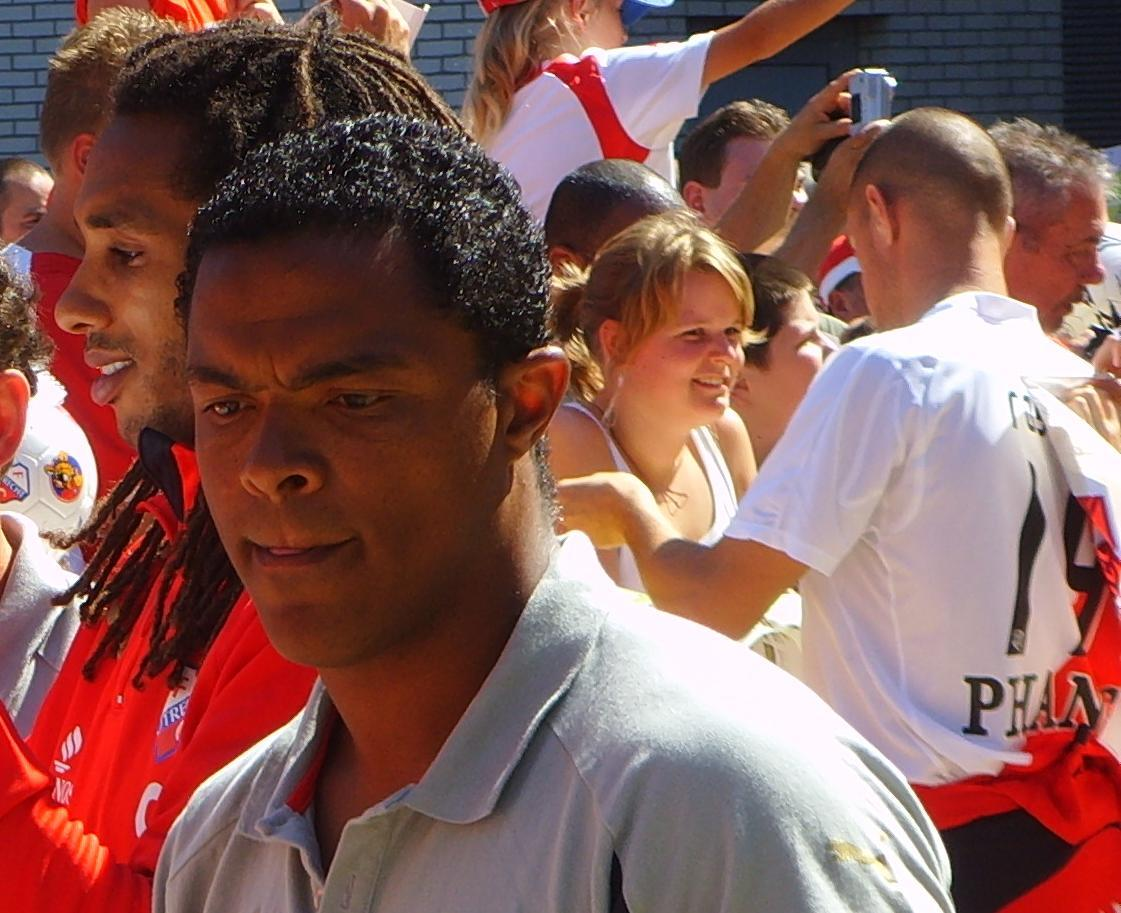
David Nascimento
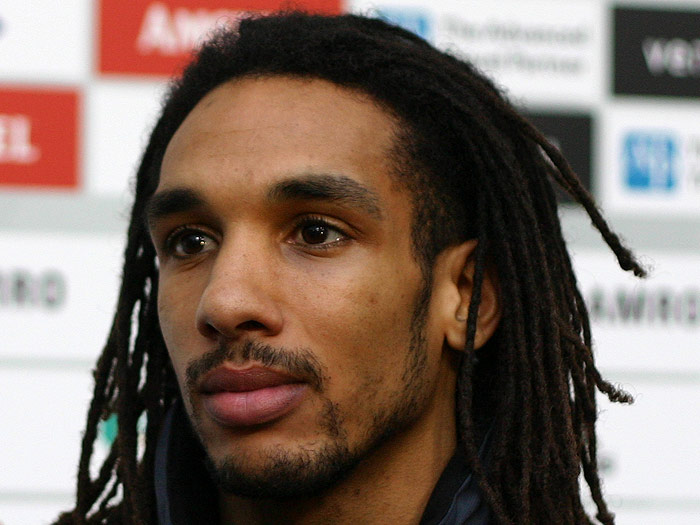
Robin Nelisse
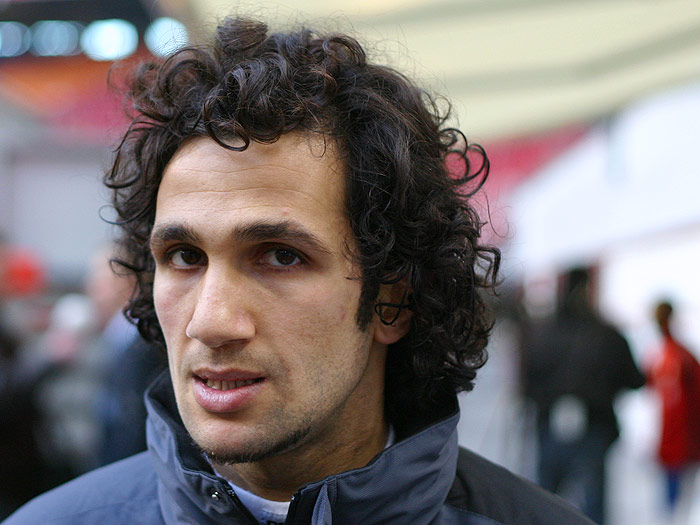
Adil Ramzi
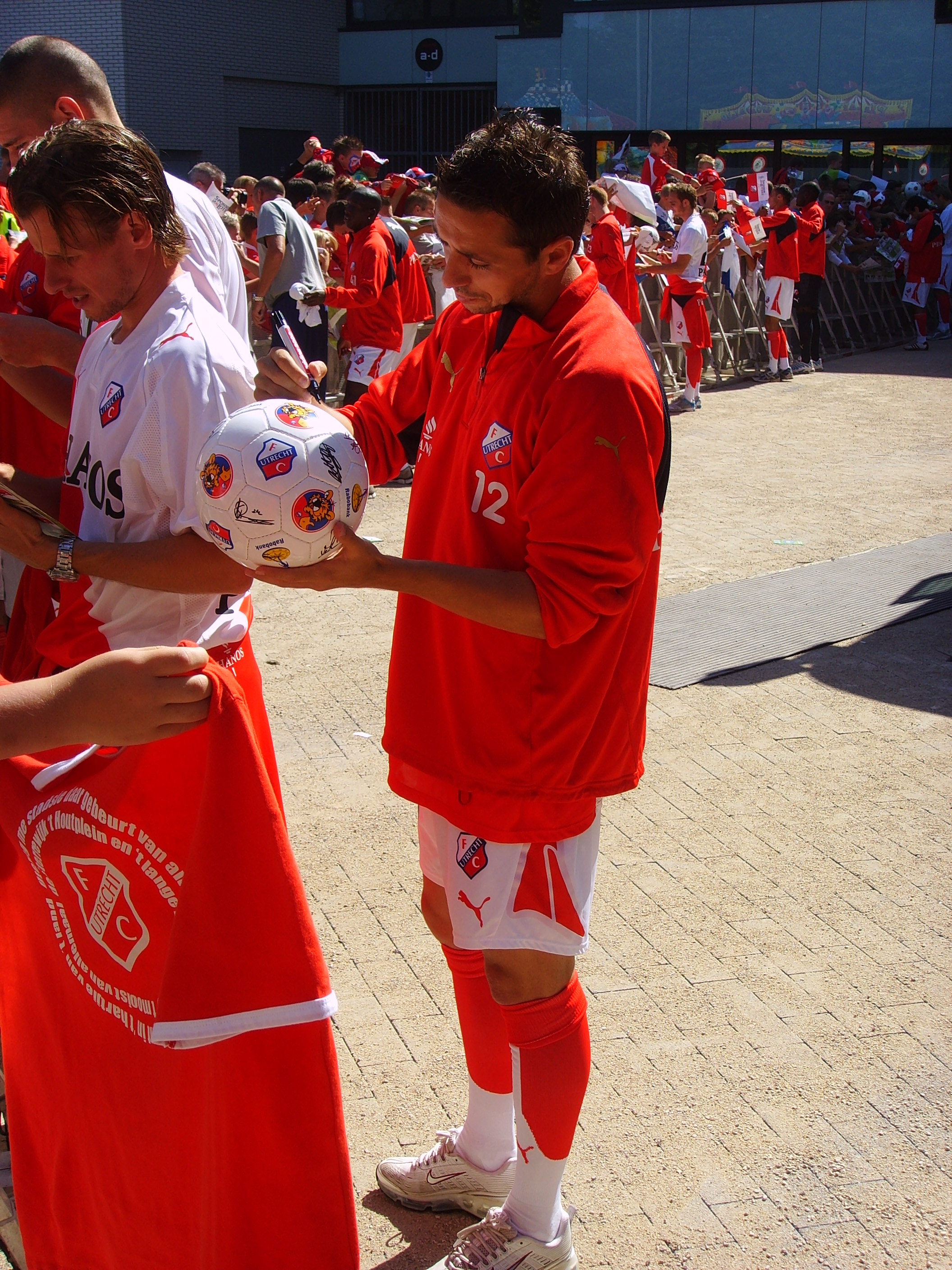
Lucian Sânmartean
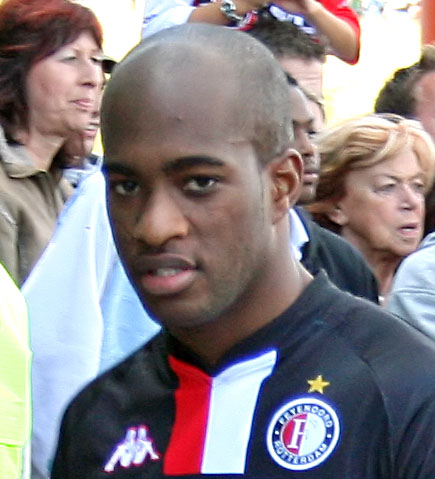
Dwight Tiendalli
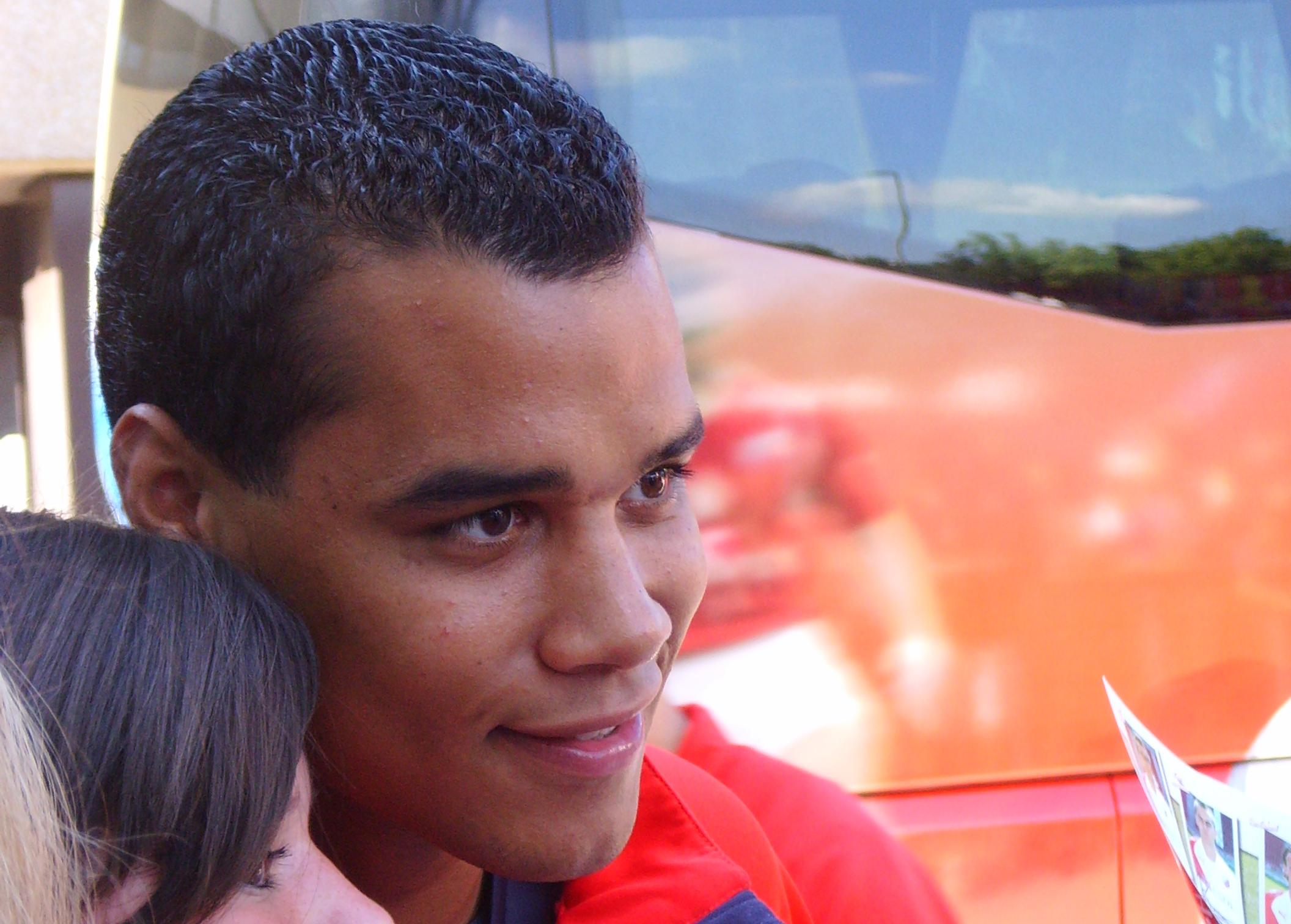
Michel Vorm